# Catskill (New York)
Pour les articles homonymes, voir Catskill.
Catskill est une ville du comté de Greene, situé dans l'État de New York, aux États-Unis.
Le peintre Thomas Cole (1801-1848) ouvre un studio à Catskill en 1827. Il meurt en 1848 dans cette ville.
Hilda Conkling y est née.

## Démographie
| Groupe                           | Catskill | New York | États-Unis |
| -------------------------------- | -------- | -------- | ---------- |
| Blancs                           | 78,6     | 66,8     | 72,4       |
| Afro-Américains                  | 12,4     | 15,9     | 12,6       |
| Métis                            | 4,0      | 3,0      | 2,9        |
| Autres                           | 3,0      | 7,5      | 6,4        |
| Asiatiques                       | 1,3      | 7,3      | 4,8        |
| Amérindiens                      | 0,6      | 0,6      | 0,9        |
| Total                            | 100      | 100      | 100        |
|                                  |          |          |            |
| Hispaniques et Latino-Américains | 9,0      | 17,6     | 16,7       |

Selon l'American Community Survey pour la période 2011-2015, 92,69 % de la population âgée de plus de 5 ans déclare parler l'anglais à la maison, 4,42 % déclare parler l'espagnol, 0,98 % l'italien, 0,55 % le polonais, et 1,36 % une autre langue.